# Friedrich August Leo
Friedrich August Leo, född den 6 december 1820 i Warszawa, död den 30 juni 1898 i Glion i  Schweiz, var en tysk skriftställare och Shakespeareforskare.
Leo började 1846 sin litterära bana med en översättning av Henrik Hertz "Kong Renés Datter" och översatte även senare flera danska vitterhetsarbeten (exempelvis J.L. Heibergs "En Sjæl efter Døden", 1861). Från 1853 sysslade Leo i främsta rummet med Shakespeareforskningar, utgav 1864 en kritisk upplaga av "Coriolanus" och lämnade under årens lopp en mängd bidrag till "Jahrbuch der deutschen Shakespeare-Gesellschaft", som han redigerade 1880–1898. 
Sina, delvis alltför djärva, textkritiska anmärkningar och hypoteser samlade han i Shakespeare-notes (1885). Bland Leos övriga Shakespearestudier märks Geflügelte Worte und volksthümlich gewordene Aussprüche aus Shakespeares dramatischen Werken (i Jahrbuch der deutschen Shakespeare-Gesellschaft, XXVII, 1892) och en essay över Hamlet (i Jahrbuch der deutschen Shakespeare-Gesellschaft, XXXIII, 1897).